# Бурдино (Псковская область)
Бурдино — деревня в Бережанской волости Островского района Псковской области.
Расположена на побережье реки Утроя, в 11 километрах к западу от центра города Остров.
Численность населения деревни по состоянию на 2000 год составляла 3 жителя.